# Рохри
Рохри (синдхи روهڙي; урду روہڑی‎‎) — город, расположенный в округе Суккур, в провинции Синд, в Пакистане. Он находится на восточном берегу реки Инд, прямо напротив Суккура, третьего по величине города в Синде. Город Рохри служит административным центром Рохри Талуки, техсила округа Суккур, с которым он образует городскую агломерацию.

## История

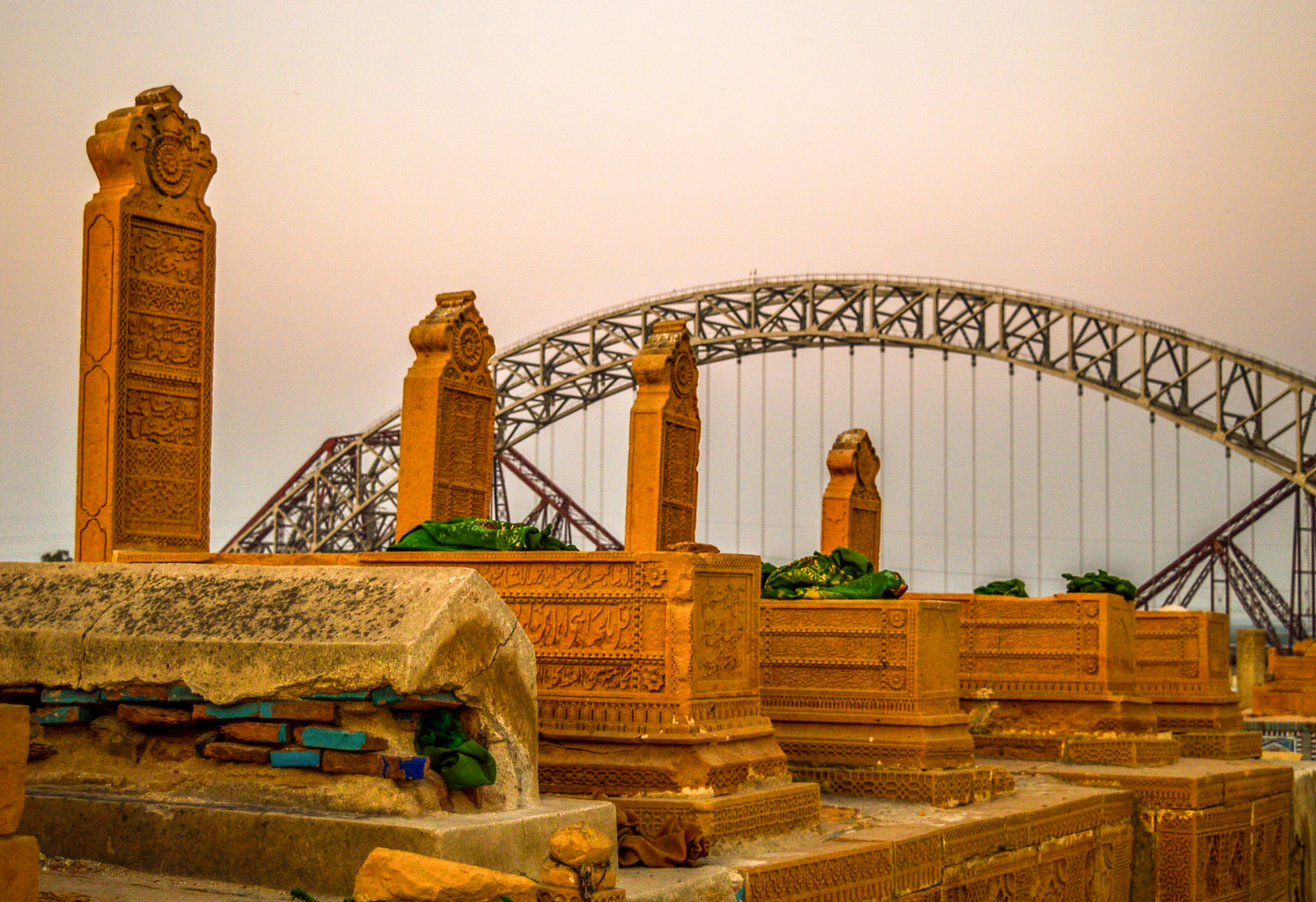
Храм Сатин Джо Аастан в Рохри

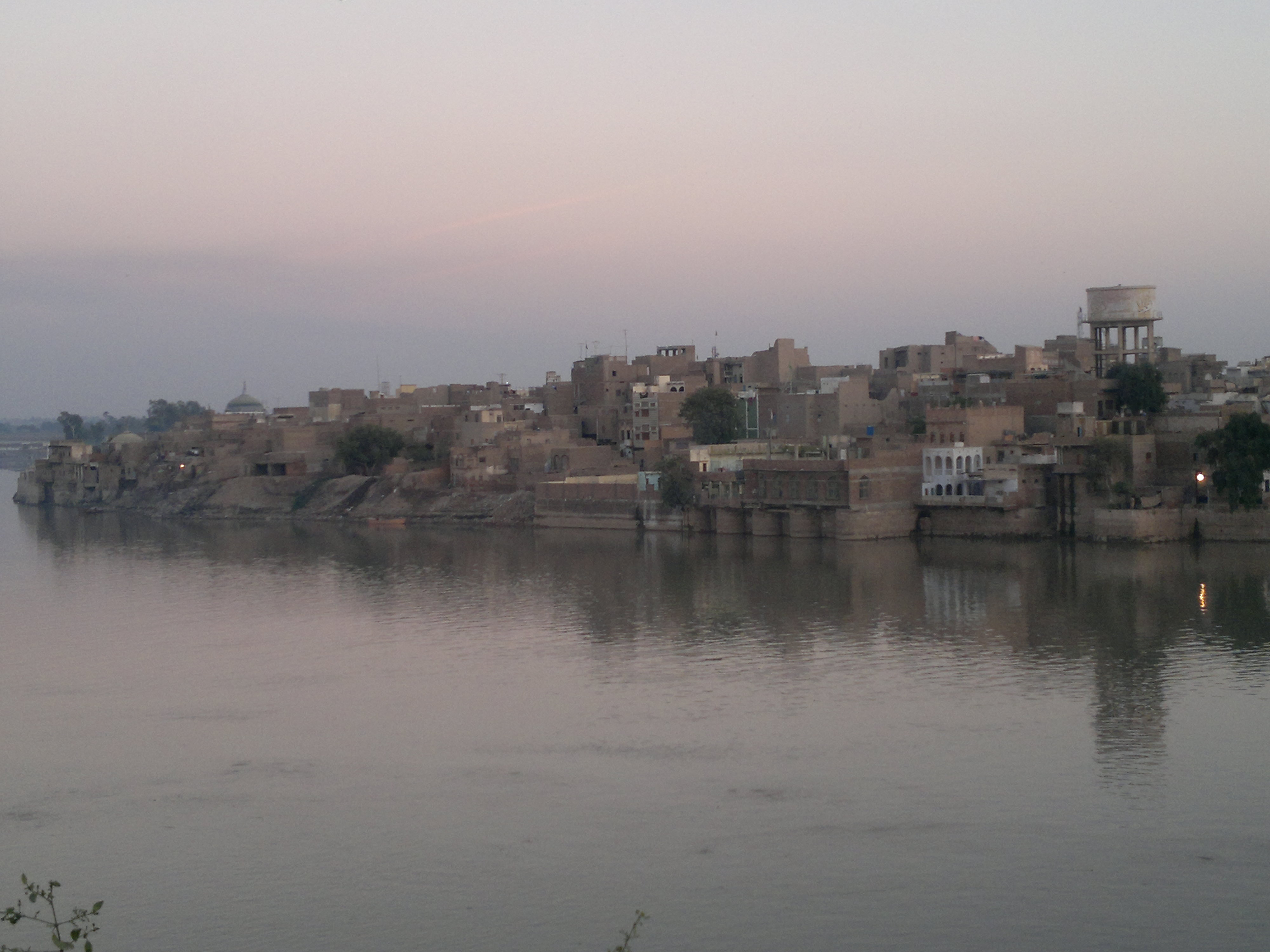
Вид на город с острова Баккар.

Рохри находится в 10 километрах к западу от древнего города Арор. Рорука, в качестве столицы царства Саувира, упоминается как важный торговый центр в ранней буддийской литературе. Мало что известно об истории города до арабского вторжения в VIII веке. Так известно, что Арор был столицей династии Рор, которую сменила династия Рай, на место которой затем пришла Брахманская династия, когда-то правившая северным Синдом.
В 711 году Арор был захвачен армией мусульманского военачальника Мухаммада ибн аль-Касима. В 962 году в регионе, где располагался город, произошло мощное землетрясение, в результате которого течение реки Инд изменилось. Впоследствии Арор был заново основан как Рохри.
К 1200-м годам Рохри являлся оживлённым портом, растянувшимся вдоль Инда, и был крупным торговым центром, где реализовывалась сельскохозяйственная продукция.

## Климат
Для Рохри характерен жаркий пустынный климат (BWh согласно классификации климатов Кёппена) с чрезвычайно жарким летом и мягкой зимой. Климат Рохри очень сухой, с небольшими дождями, которые идут преимущественно в сезон муссонов с июля по сентябрь. Среднегодовое количество осадков в Рохри составляет 105,8 мм за период 1991—2020 годов. Самый высокий годовой уровень осадков, зафиксированный когда-либо, составил 452,3 мм в 1994 году, а самый низкий — 0 мм, который пришёлся на рекордную засуху 1941 года.